# ブデロビブリオ目
ブデロビブリオ目（ブデロビブリオもく、Bdellovibrionales）は真正細菌Pseudomonadota門オリゴフレクスス綱の目の一つである。